# 胡冰卿
胡冰卿（1992年1月25日—），安徽合肥人，中国内地女演员，毕业于复旦大学上海视觉艺术学院表演系。2012年以微电影《美》进入演艺圈；2014年在古裝劇《秦時明月》中饰演“高月”一角逐漸引起關注；2015年在《旋风少女》中饰演女主角“戚百草”而走紅；2018年主演的《獨孤天下》及《櫃中美人》皆引起熱烈討論。

## 个人背景
小时候喜欢艺术类，如唱歌、跳舞，但家里让她以文化课为重。到了高中，偶然一次机会听说艺考。胡冰卿的一个老师让她可以试一试，后在2010年被复旦大学上海视觉艺术学院表演系录取。上了大学后，胡冰卿才开始懂得表演是什么，在大二时发现可以去塑造不同性格、不一样的人物，从而喜欢上了表演 。大学期间，胡冰卿在2011年9月、2012年9月分别获得上海视觉艺术学院“校内综合奖学金二等奖”和“校内综合奖学金三等奖”

## 生平
2012年，胡冰卿主演李静投拍的以倡导国民新女性为主题的微电影《美》，扮演了一个从小没有父亲、由哑巴母亲含辛茹苦养大的女孩。同年，在国内首部消防题材青春励志剧《火线英雄》饰演了消防新兵姜二宝的恋人姜小妹。
2013年，胡冰卿参与拍摄由杨幂首次担任制片人的《微时代》，饰演系主任女儿郭晶。同年，腾讯视频自制剧《腾空的日子》寻找演员，同校同学鼓励胡冰卿试镜，被公司选中出演女主角张珊，这也是她第一次尝试喜剧。
2014年，在由新麗傳媒与唐人影視联合出品的《女医·明妃传》电视剧中，胡冰卿饰演钱皇后身边贴身女官如香，虽然戏份不多，但这是胡冰卿第一次出演古装剧。之后，唐人影视、杭州玄机科技等公司将国内第一部3D武侠动画《秦时明月》搬上荧屏，并由胡冰卿与蒋劲夫合作，在剧中饰演墨家巨子之女高月；经过169天的拍摄，该剧于2015年1月16日杀青。
2015年，她与杨洋、白敬亭、陈翔合作主演根据明晓溪同名小说改编的青春偶像励志剧《旋风少女》，饰演女主角百草，讲述元武道女孩戚百草的成长故事。之后，与归亚蕾、秦汉、韩东君等主演由唐人影视出品根据电影版改编的《重返20岁》，饰演重返20岁的“奶奶”孟丽君。
2016年，她与萧敬腾出演由日本同名漫画改编的《深夜食堂 (亚洲华语版)》，饰演西西。之后，与周渝民、陈瑶等主演由唐人影视出品根据小说《胭脂醉》改编的《柜中美人》，饰演黄鼬精黄轻风。
2018年，由她主演的《獨孤天下》，飾演女主角獨孤伽羅，正式播出。
2019年，她拍攝青春劇《暗戀橘生淮南》，飾演女主角洛枳，並於2021年播出。更獲得一眾好評。
2020年，由她主演的《熱血同行》和《最好的時代》也相繼播出。

## 影视作品

### 电视剧
| 首播年份 | 剧名                 | 角色          | 备注               |
| 2014年   | 火線英雄             | 姜小妹        |                    |
| 2014年   | 腾空的日子           | 张珊          | 网络剧             |
| 2014年   | 微时代               | 郭晶          | 网络剧             |
| 2015年   | 旋风少女第一季       | 戚百草        |                    |
| 2015年   | 秦时明月             | 高月          |                    |
| 2016年   | 女医·明妃传          | 如香          | 客串               |
| 2017年   | 深夜食堂             | 西西          |                    |
| 2018年   | 柜中美人             | 黄轻风        |                    |
| 2018年   | 独孤天下             | 独孤伽羅      |                    |
| 2018年   | 重返20岁             | 孟丽君        |                    |
| 2020年   | 热血同行             | 爱新觉罗·语初 |                    |
| 2020年   | 腾空之约             | 小鱼          | 网络剧             |
| 2020年   | 最好的时代           | 林真一        |                    |
| 2021年   | 暗恋橘生淮南         | 洛枳          |                    |
| 2021年   | 古董局中局之掠宝清单 | 大格格        | 客串               |
| 2022年   | 特战行动             | 宁檬          |                    |
| 2022年   | 一不小心喵上你       | 周天          | 网络剧             |
| 2023年   | 去有风的地方         | 林娜          |                    |
| 2023年   | 虫图腾               | 时淼淼        | 网络剧，2019年拍攝 |
| 2025年   | 锦囊妙录             | 罗疏/锦囊     |                    |
| 待播     | 我的爱如此麻辣       | 夏如星        |                    |
| 待播     | 离星星最近的人       |               |                    |
| 待播     | 毕业十年             |               |                    |

### 电影
| 首映   | 剧名         | 角色   |
| 2024年 | 《绑架游戏》 | 秦晓垚 |

### 微电影
| 播出時間 | 剧名                       | 角色   |
| 2011年   | 《拿什么拯救你，我的信仰》 | 胡静远 |
| 2012年   | 《美》                     | 女兒   |

### 話剧
| 年份   | 剧名                           | 角色 |
| 2014年 | 《洒满月光的荒原》（毕业大戏） | 细草 |

## 音乐作品

### 单曲
| 年份 | 歌曲名称   | 备注                       |
| ---- | ---------- | -------------------------- |
| 2018 | 柳暗花明   | 电视剧《柜中美人》插曲     |
| 2018 | 再一次凝望 | 电视剧《重返20岁》插曲     |
| 2021 | 麦琪的礼物 | 电视剧《暗恋橘生淮南》插曲 |

## 獎項

### 大型頒獎禮獎項
| 年份 | 獎項                                        |
| ---- | ------------------------------------------- |
| 2015 | - 时尚星秀年度星秀人物盛典 - 年度风尚新人獎 |
| 2017 | - InStyle年度偶像盛典年度最佳表展女艺人奖   |